# فینال جام حذفی فوتبال انگلستان ۱۸۸۲
فینال جام حذفی فوتبال انگلستان ۱۸۸۲، رقابت پایانی جام حذفی فوتبال انگلستان در سال ۱۸۸۲ میلادی است که مابین دو تیم باشگاه فوتبال الد اتونیاس و باشگاه فوتبال بلکبرن در ورزشگاه اووال لندن برگزار شده‌است.
این مسابقه که در تاریخ ۲۵ مارس ۱۸۸۲ انجام شده‌است با نتیجه ۱ بر ۰ به سود تیم باشگاه فوتبال الد اتونیاس به پایان رسید.